# Fryderyki 1997
Fryderyki 1997 – 4. edycja polskich nagród muzycznych Fryderyków, przyznawanych przez Związek Producentów Audio-Video, honorująca dokonania przemysłu muzycznego w roku 1997. Ceremonia wręczenia nagród odbyła się 18 kwietnia 1998 w Sali Kongresowej w Warszawie. Galę poprowadził dziennikarz muzyczny Artur Orzech, a jej emisja na żywo odbyła się w TVP1.
Nagrody zostały przyznane w 24 kategoriach (17 w sekcji muzyki rozrywkowej, 2 w sekcji muzyki jazzowej i 5 w sekcji muzyki poważnej). Kayah otrzymała najwięcej nominacji (8) i nagród (4). Krzysztof Cugowski wygrał 3 nagrody, zaś Budka Suflera i Tomasz Stańko po 2.

## Laureaci i nominowani

### Sekcja muzyki rozrywkowej
| Piosenka roku | Fonograficzny debiut roku |
| --- | --- |
| - „Takie tango” – Budka Suflera - „12 groszy” – Kazik - „Chłopaki nie płaczą” – T.Love - „Na językach” – Kayah - „Supermenka” – Kayah                                                         | - Anna Maria Jopek - Atmosphere - Patrycja Kosiarkiewicz - Norbi - Sixteen |
| Wokalista roku | Wokalistka roku |
| - Krzysztof Cugowski - Artur Rojek - Grzegorz Markowski - Grzegorz Turnau - Kazik | - Kayah - Edyta Bartosiewicz - Edyta Górniak - Justyna Steczkowska - Natalia Kukulska |
| Grupa roku | Teledysk roku |
| - Budka Suflera - Elektryczne Gitary - Myslovitz - O.N.A. - T.Love | - „Chłopaki nie płaczą” – T.Love (reżyseria: Łukasz Zadrzyński) - „12 groszy” – Kazik (reżyseria: Sławomir Pietrzak) - „Na językach” – Kayah (reżyseria: Janusz Kołodrubiec) - „Scenariusz dla moich sąsiadów” – Myslovitz (reżyseria: Krzysztof Pawłowski) - „Supermenka” – Kayah (reżyseria: Janusz Kołodrubiec) |
| Producent muzyczny roku | Realizator dźwięku roku |
| - Grzegorz Ciechowski - Leszek Kamiński - Marcin Pospieszalski - Michał Przytuła - Tomasz Bonarowski - Wojciech Olszak                                                                        | - Leszek Kamiński - Adam Toczko - Andrzej Karp - Michał Przytuła - Tomasz Bonarowski |
| Kompozytor roku | Autor roku |
| - Kayah - Edyta Bartosiewicz - Grzegorz Skawiński - Robert Janson - Romuald Lipko | - Kayah - Andrzej Mogielnicki - Edyta Bartosiewicz - Kazik - Maciej Maleńczuk |
| Album roku – rock | Album roku – pop |
| - Dziecko – Edyta Bartosiewicz - 12 groszy – Kazik - Chłopaki nie płaczą – T.Love - Nic nie boli, tak jak życie – Budka Suflera - Z rozmyślań przy śniadaniu – Myslovitz                      | - Zebra – Kayah - Bluberd – Golden Life - Edyta Górniak – Edyta Górniak - Na krzywy ryj – Elektryczne Gitary - Naga – Justyna Steczkowska - Puls – Natalia Kukulska |
| Album roku – dance & techno | Album roku – rap & hip-hop |
| - Samertajm – Norbi - 2.47 – Agressiva 69 - Kosmos – Nazar - Szampańskie wersety – Bukartyk - Urodziłem się aby grać – Stachursky                                                             | - L – Liroy - Centrum – Wzgórze Ya-Pa 3 - Dom pełen drzwi – 3xKlan - Jazzda – Yaro - Żeby było miło – Bolec |
| Album roku – piosenka poetycka | Album roku – hard & heavy |
| - Tutaj jestem – Grzegorz Turnau - Lubomski Conte’m – Mariusz Lubomski - Niebo do wynajęcia – Robert Kasprzycki - Pochwała łotrostwa – Jacek Kaczmarski - Pytania do księżyca – Edyta Geppert | - Ghetto – Sweet Noise - Black to the Blind – Vader - Chmury nie było – Kobong - Przyjdź – 2Tm2,3 - Twin Pigs – Albert Rosenfield |
| Najlepszy album zagraniczny | |
| - Bridges to Babylon – The Rolling Stones - Homogenic – Björk - Let’s Talk About Love – Céline Dion - OK Computer – Radiohead - Pop – U2                                                      | |

### Sekcja muzyki jazzowej
| Jazzowy muzyk roku                                                                                   | Najlepszy album jazzowy |
| --- | --- |
| - Tomasz Stańko - Adam Pierończyk - Andrzej Jagodziński - Włodzimierz Nahorny - Zbigniew Namysłowski | - Litania – Tomasz Stańko Septet - Bright Ella’s Memorial – Ewa Bem - Dances – Zbigniew Namysłowski - Few Minutes in the Space – Adam Pierończyk - Mity – Włodzimierz Nahorny |

### Sekcja muzyki poważnej
| Muzyka solowa | Muzyka kameralna |
| --- | --- |
| - Pieśni kurpiowskie – Karol Szymanowski - Aby przetrwać melancholię – Johann Jakob Froberger - Arie z oper Verdiego i Leoncavalla - Organy Katedry w Oliwie - Pieśni Sefardyjskie – Jadwiga Teresa Stępień              | - Kwartety smyczkowe – Kwartet Śląski - Bedřich Smetana, Antonín Dvořák - Jakowicz i Malicki grają Kreislera i Gershwina – Krzysztof Jakowicz i Waldemar Malicki - Koncerty wiolonczelowe – Concerto Avenna - Szymanowski – Utwory na skrzypce i fortepian |
| Muzyka symfoniczna | Muzyka współczesna |
| - Mieczysław Karłowicz – Poematy Symfoniczne - Karol Szymanowski – Harnasie, IV Symfonia - Ludwig van Beethoven – Symfonie I–IX - Rubinstein w Filharmonii Narodowej - Karol Szymanowski – Uwertura, koncerty skrzypcowe | - Portret kompozytora – Paweł Szymański - Livre Du Saint Sacrement – Olivier Messiaen - Siedem bram Jerozolimy – Krzysztof Penderecki |
| Muzyka dawna | |
| - Canzoni e concerti a due, tre e quattro voci - Antonio Vivaldi, Johann Sebastian Bach – Koncerty skrzypcowe - Johann Sebastian Bach – Kantaty na alt - Johann Sebastian Bach – Koncerty klawesynowe - Media vita       | |

## Statystyki
| Liczba | Osoba/zespół               |
| ------ | -------------------------- |
| 4      | Kayah                      |
| 3      | Krzysztof Cugowski         |
| 2      | Budka SufleraTomasz Stańko |

| Liczba | Osoba/zespół                                                       |
| ------ | ------------------------------------------------------------------ |
| 8      | Kayah                                                              |
| 5      | Kazik                                                              |
| 4      | Artur RojekEdyta BartosiewiczKrzysztof CugowskiRomuald LipkoT.Love |
| 3      | Budka SufleraMyslovitz                                             |